# Edward Harley (3e comte d'Oxford)
Pour les articles homonymes, voir Edward Harley.
Edward Harley, 3e comte d'Oxford et comte Mortimer (vers 1699 – 11 avril 1755 à Bath) est un pair britannique et membre du Parlement.

## Biographie

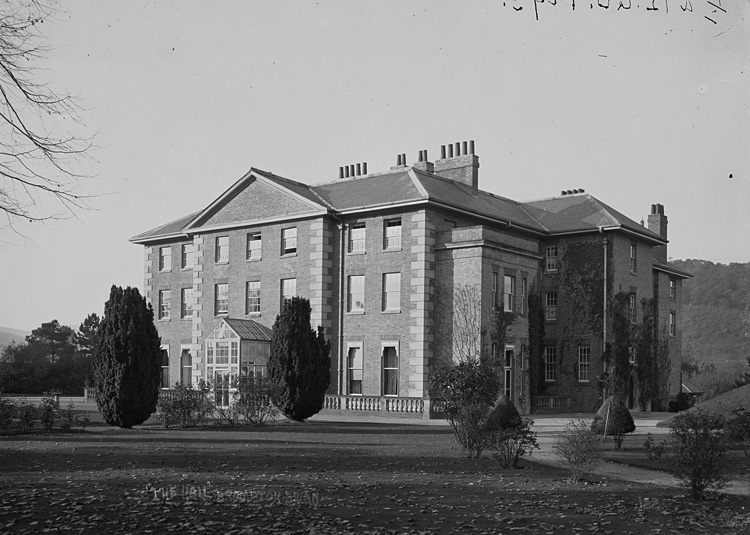
Brampton Bryan Hall

Il est le fils d'Edward Harley (1664-1735) (en) et de son épouse Sarah Foley et fait ses études à la Westminster School et à la Christ Church d'Oxford. En 1735, il hérite de son père du domaine Eywood à Titley, dans le Herefordshire, et de son cousin Edward Harley (2e comte d'Oxford) en 1741, pour le comté et le siège familial de Brampton Bryan Hall.
L’un de ses premiers actes après avoir succédé à son cousin est de mettre aux enchères la collection d’art et de pièces de son prédécesseur par l'intermédiaire du commissaire-priseur Cock, lors d'une vente d'œuvres d'art organisée sous la Piazza, Covent Garden, le 8 mars 1741/2 et les cinq jours suivants. Presque toutes les personnalités importantes de l'époque, dont Horace Walpole, assistent ou sont représentés à cette vente.
Il est élu au Parlement en tant que député de Herefordshire en 1727 et siégeant jusqu'en 1741.

## Famille
Le 16 mars 1724 ou 1725, à l'église St. Anne de Soho, il épouse Martha Morgan (fille de John Morgan et Martha Vaughan). Ils ont plusieurs enfants:
- Edward Harley (4e comte d'Oxford).
- John Harley (évêque), évêque de Hereford, dont le fils Edward Harley (5e comte d'Oxford) devient le 5e comte d'Oxford.
- Thomas Harley, maire de Londres.